# پنج (مجموعه تلویزیونی)
پنج (به انگلیسی The Five) نام مجموعه تلویزیونی بریتانیایی است که متخصص جرم‌شناسی هارلن کوبن سازندهٔ آن است. داستان این مجموعه دربارهٔ چند دوست است که پس از ۲۰ سال با کمک شواهد DNA راز ناپدید شدن برادر کوچک یکی از آنها در پارک آشکار می‌شود نام پنج اشاره به تعداد ۵ دوست است. سری اول مجموعه در ۱۵ آوریل ۲۰۱۶در شبکهٔ Sky1 پخش شد که شامل ده قسمت، با دو قسمت پخش هر هفته به صورت متوالی است. داستان در شهر خیالی وستبریج می‌گذرد و در لیورپول و مناطق اطراف آن فیلمبرداری شده‌است. این مجموعه با همین نام به فارسی دوبله و از شبکه من و تو پخش شده‌است.
در تاریخ ۱۸ ژوئیه ۲۰۱۶، شبکه اسکای تأیید کرد که ادامهٔ این مجموعه با نام «چهار» ساخته خواهد شد. البته هنوز زمان شروع ساخت این مجموعهٔ هشت قسمتی معلوم نیست.

## پیوند بیرونی
- The Five در بانک اطلاعات اینترنتی فیلم‌ها (IMDb)
- The Five در تی‌وی.کام
- The Five در وبگاه epguides.com